# Jardins de Molosiglio
Les jardins de Molosiglio sont un parc public à Naples situé dans le quartier de San Ferdinando près de la promenade entre la gare maritime et le front de mer.

## Histoire
Les jardins ont été conçus et réalisés dans les années 1920, conformément aux nouveaux programmes d’urbanisme du littoral de Naples. La nécessité de disposer d'un grand axe routier reliant la partie est de la ville à la Riviera de Chiaia a conduit à la construction du tunnel de Vittoria, via Cesario Console et via Acton, avec la mise en place des jardins Molosiglio sur une zone occupée auparavant par le grand arsenal de Naples.
Le terme Molosiglio vient de l'espagnol molosillo qui est une petite jetée.

## Description
Le jardin a une superficie de 21 000 mètres carrés. À l'intérieur, des fontaines monumentales: la Fontana dei Papiri, la Fontana delle Conchiglie et la Fontana dei Leoni.
Il y a aussi un monument au Fante, érigé à la mémoire des soldats morts lors des âpres combats de la Première Guerre mondiale (auxquels ont été ajoutés les soldats tombés à El Alamein) et composé d'une colonne corinthienne en granit rose (provenant de la collection Farnèse) et de cinq pierres de taille placées autour, représentant les cinq batailles de la grande guerre: Passo Buole, Pasubio, Monte San Michele, Montelungo, Monte Grappa. Le nom d'El Alamein est gravé à la base de la colonne. 

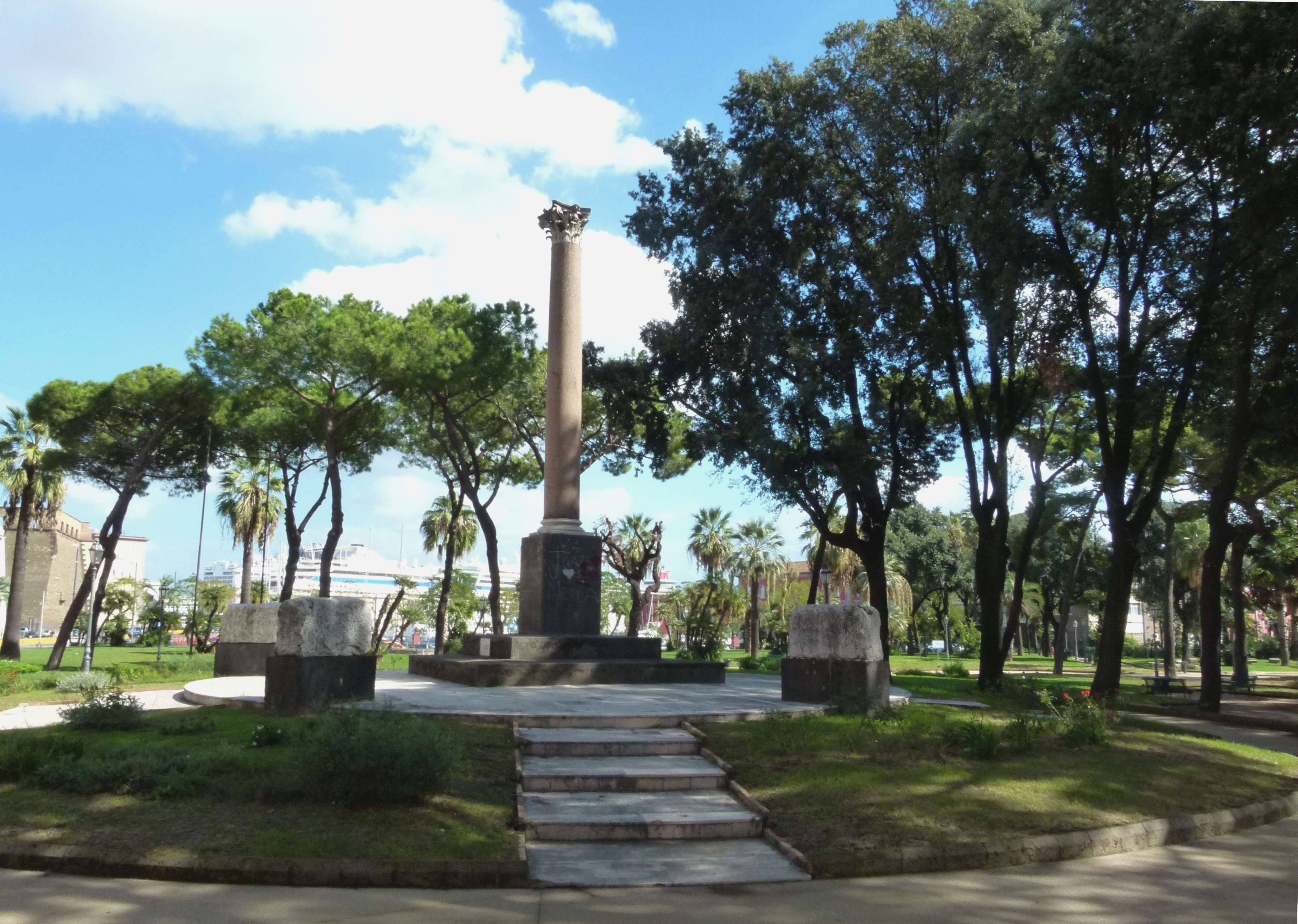
Monument au Fante
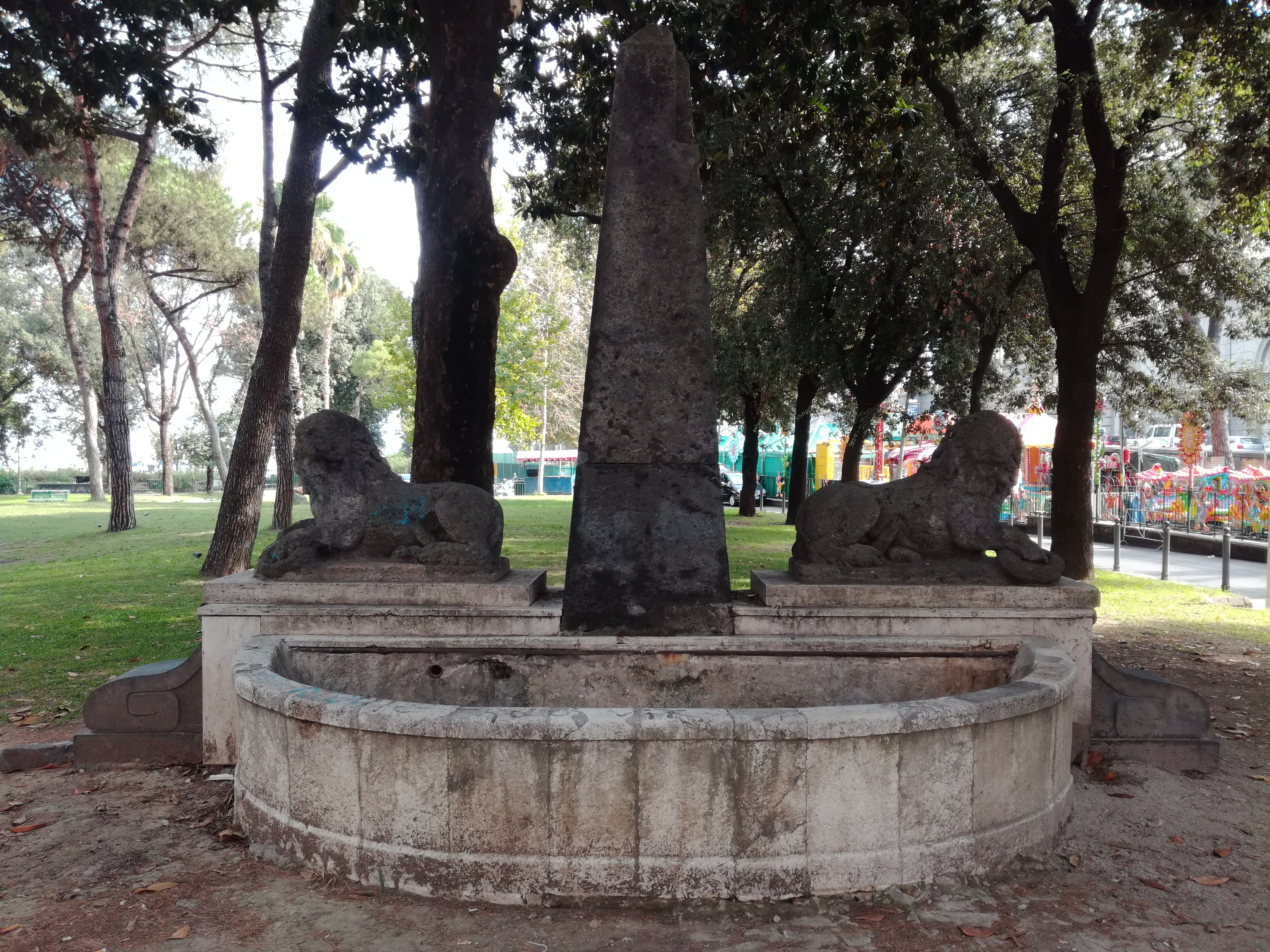
Fontaine des Lions
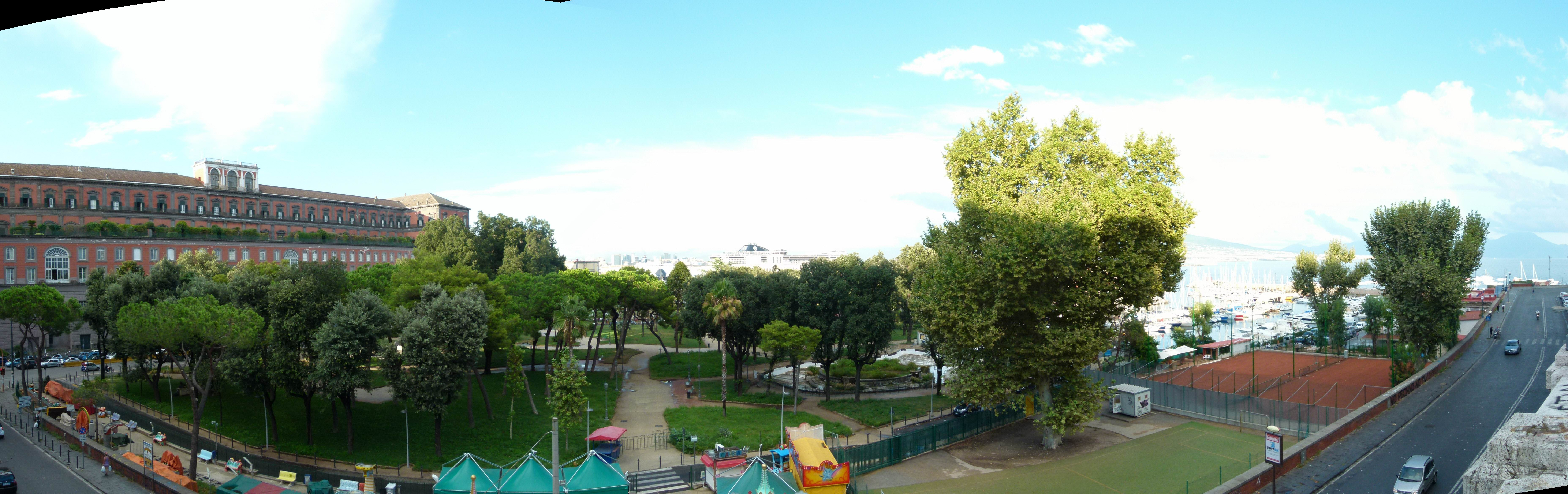
Les jardins et le côté sud du palais royal
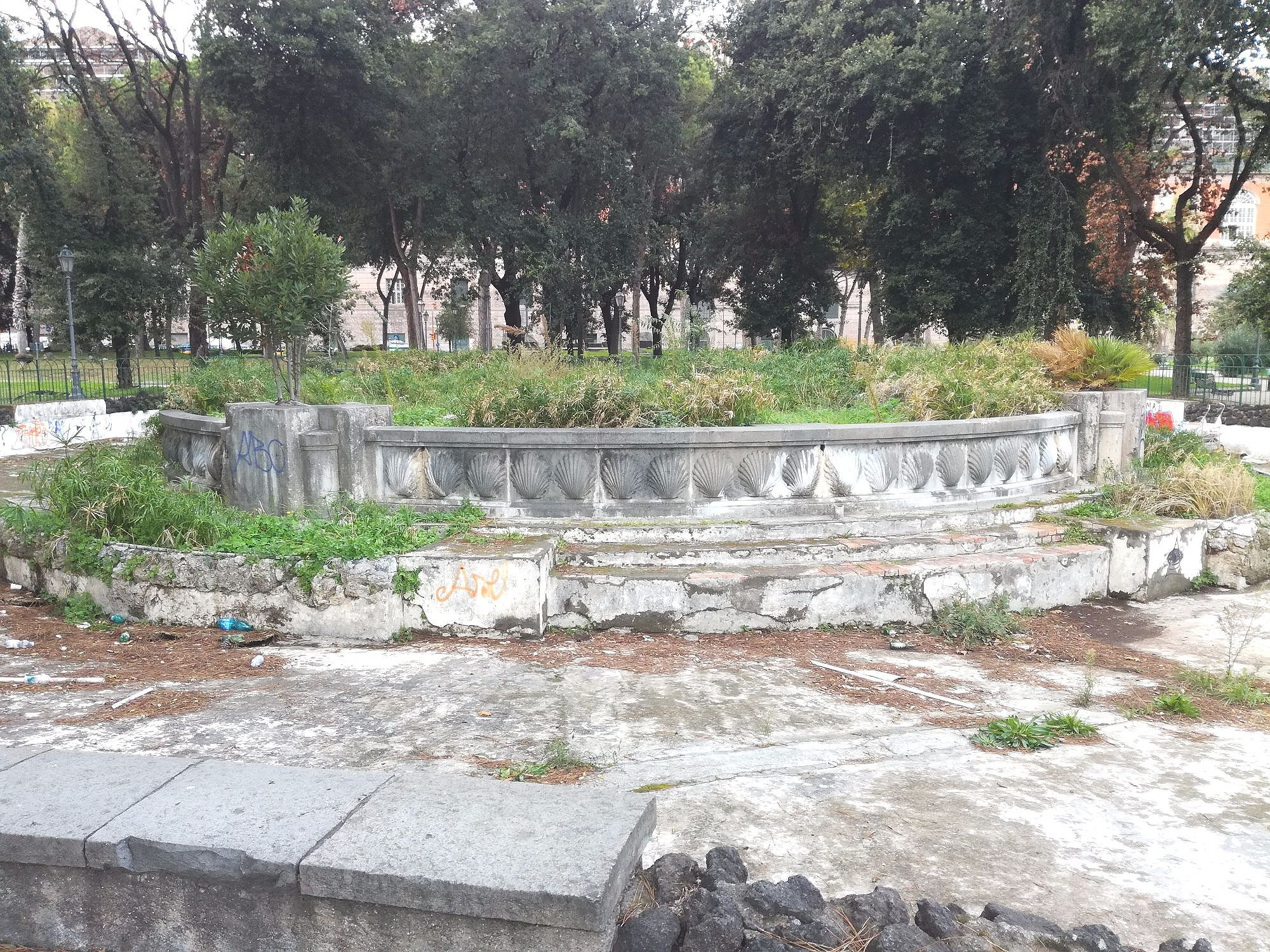
Fontana dei Papiri, avant restauration

## Le réaménagement
En mai 2012, une rénovation importante des jardins a été achevée. Le projet de l'administration municipale est de créer une seule promenade du port à la jetée Beverello et au bord de mer. À l'avenir, le projet comprendra également la zone du quai de San Vincenzo.
Avec les travaux, une surface d'environ 500 m² a été réservée aux chiens, les parterres ont été réaménagés, entourés d'environ 250 arbres et accentuant la présence de l'escalier menant à la mer . La gestion de l'entretien est le résultat d'un accord entre la municipalité de Naples, la Ligue navale et le Circolo Canottieri Napoli.
D'autres travaux de restauration se poursuivent autour de la Fontana dei Papiri, pour laquelle on pense créer une usine de phyto-purification.

## Transport
L'emplacement central rend le parc à distance de marche de tout le centre historique. De plus, dans la Via Acton, adjacente au jardin, il y a un arrêt pour les bus urbains suivants de Naples  : 
- 140: Guglielmo Sanfelice 28  - Station principale Posillipo
- 151: Gare Piazza Garibaldi - Giulio Cesare-tecchio
- 154: Volta Capolinea - Piazza Vittoria - Villa Comunale
- N1: Piazza Garibaldi-Mancini - Piazzale Tecchio